# Мальцев, Михаил Митрофанович
Михаил Митрофанович Мальцев (1904—1982) — участник Великой Отечественной войны, Герой Социалистического Труда (1949). Лауреат Сталинской премии первой степени.
Начальник комбината «Воркутуголь».
Генеральный директор государственного акционерного общества цветной металлургии «Висмут» Главного управления советского имущества за границей (ГУСИМЗ) при Совете министров СССР (Германия), генерал-майор (1945).

## Биография
Родился 23 ноября 1904 года на станции Никитовка Южной железной дороги (ныне в составе города Горловка Донецкой области Украины), в семье машиниста-железнодорожника.
Образование: 4 года 2-классного ж.-д. училища 1914—1918; совпартшкола, Киев 1924—1925; 2 курса Энергетич. ин-та, Днепрострой Запорож. окр. 1930—1932; Индустр. ин-т, Новочеркасск 09.32-05.35.
После окончания школы трудился на ртутном руднике.

### Участие в Гражданской войне и служба в РККА (1918—1922 годы)
В 1918 году, не окончив железнодорожного училища, добровольно вступил в Бахмутский партизанский отряд, влившийся затем в регулярные части Красной Армии.
Участвовал в боях против Деникина и Врангеля, дослужился до начальника конной разведки полка.
За боевые заслуги был награждён именным оружием (наганом) и Почётной грамотой Реввоенсовета республики.
Демобилизован из Красной Армии в 1922 году.

### Работа на строительстве гидроузлов (1922—1941 годы)
После демобилизации в 1922 году трудился в депо станции Черкассы электромонтёром, при этом в 1924 году окончил кавалерийские курсы командиров запаса в Тифлисе.
С 1925 по 1929 годы находился на руководящей комсомольской работе в райкомах, в окружкоме ВЛКСМ, в 1930 году окончил Киевскую партшколу. Работал на строительстве Днепровской ГЭС.
В 1935 году окончил Новочеркасский индустриальный институт, получил специальность инженера-электрика.
Был направлен на работу в специальное строительно-монтажное управление — Волгострой НКВД СССР. Проект предусматривал построение гидроэлектростанций у Рыбинска и Углича, создание Рыбинского водохранилища и перекрытие плотиной реки Шексны.
С 21 марта 1940 года работал главным механиком, с 26 сентября — помощник главного инженера Волгостроя. Жил в городе Рыбинске.
В 26 апреля 1941 года приказом НКВД СССР № 377 был назначен начальником исправительно-трудового лагеря и строительства Верхне-Окского гидроузла (г. Калуга).

### Служба и работа в годы Великой Отечественной войны (1941—1945 годы)
31 июля 1941 года назначен начальником 9 стройуправления Главгидростроя НКВД (г. Брянск)(строительство глубоко эшелонированной обороны в тылу Резервного, Брянского и Юго-Западных фронтов).
25 августа 1941 года в связи с реорганизацией Главгидростроя НКВД в Главное управление оборонительных работ (ГУОБР) НКВД назначен начальником 51 полевого строительства ГУОБР НКВД.
14 сентября 1941 года назначен начальником оборонительного строительства Брянского направления.
20 сентября 1941 года назначен начальником 10-го стройуправления ГУОБР НКВД на Брянском фронте (1-го формирования).
15 октября 1941 года вторично призван в действующую армию с присвоением специальное звание «майор государственной безопасности».
13 ноября 1941 года назначен командующим 10-й сапёрной армией.
Армия строила оборонительные сооружения в Орджоникидзевском крае и Чечено-Ингушской АССР на рубеже Пятигорск — Грозный — Каспийское море (Минераловодский и Грозненский оборонительные обводы).
В марте 1942 года 10-я армия была расформирована, её бригады переданы 8-й сапёрной армии.
С 24 марта 1942 года — 8 управление оборонительного строительства переименовано в 5 управление оборонительного строительства ГУОБР НКО СССР Южного фронта (1-го формирования)с местом дислокации в Ростове-на-Дону. Начальником 5-го управления назначен Мальцев М. М.
С 16 апреля 1942 года — 5 управление оборонительного строительства ГУОБР НКО СССР Южного фронта переименовано в 24 управление оборонительного строительства ГУОБР НКО СССР Южного, Сталинградского и Донского фронтов.
Управление пережило 3 переформирования личным составом. Переформирование было вызвано не боевыми потерями, а отправкой на фронт саперных батальонов, а также их расформированием для укомплектования стрелковых дивизий.
Начальником 24-го управления 1 и 2 формирований был назначен Мальцев М. М. В этой должности он стал участником Сталинградской битвы.
1 формирование управления просуществовало с 16 апреля 1942 года по 12 июня 1942 года.
2 формирование управления просуществовало с 12 июля 1942 года по 15 февраля 1943 года.
17 марта 1943 года приказом НКВД СССР № 638лс был назначен начальником Воргкуто-Печорского Управления исправительно-трудовых лагерей НКВД СССР. Руководил строительством железной дороги Котлас — Воркута, шахтным строительством, организацией инфраструктуры нового города — Воркуты. Его ближайшим и доверенным лицом был Фомин Яков Яковлевич, отвечавший за строительство шахт № 1 и № 2.

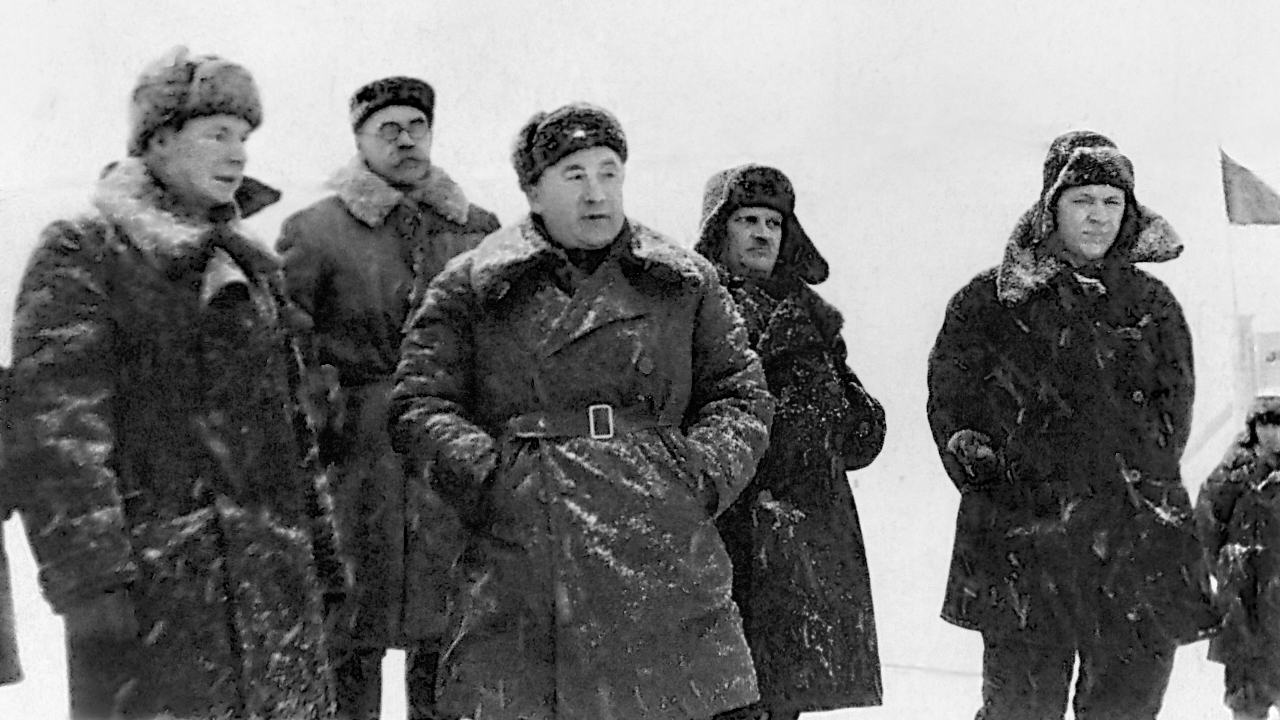
Мальцев Михаил Митрофанович, Фомин Яков Яковлевич

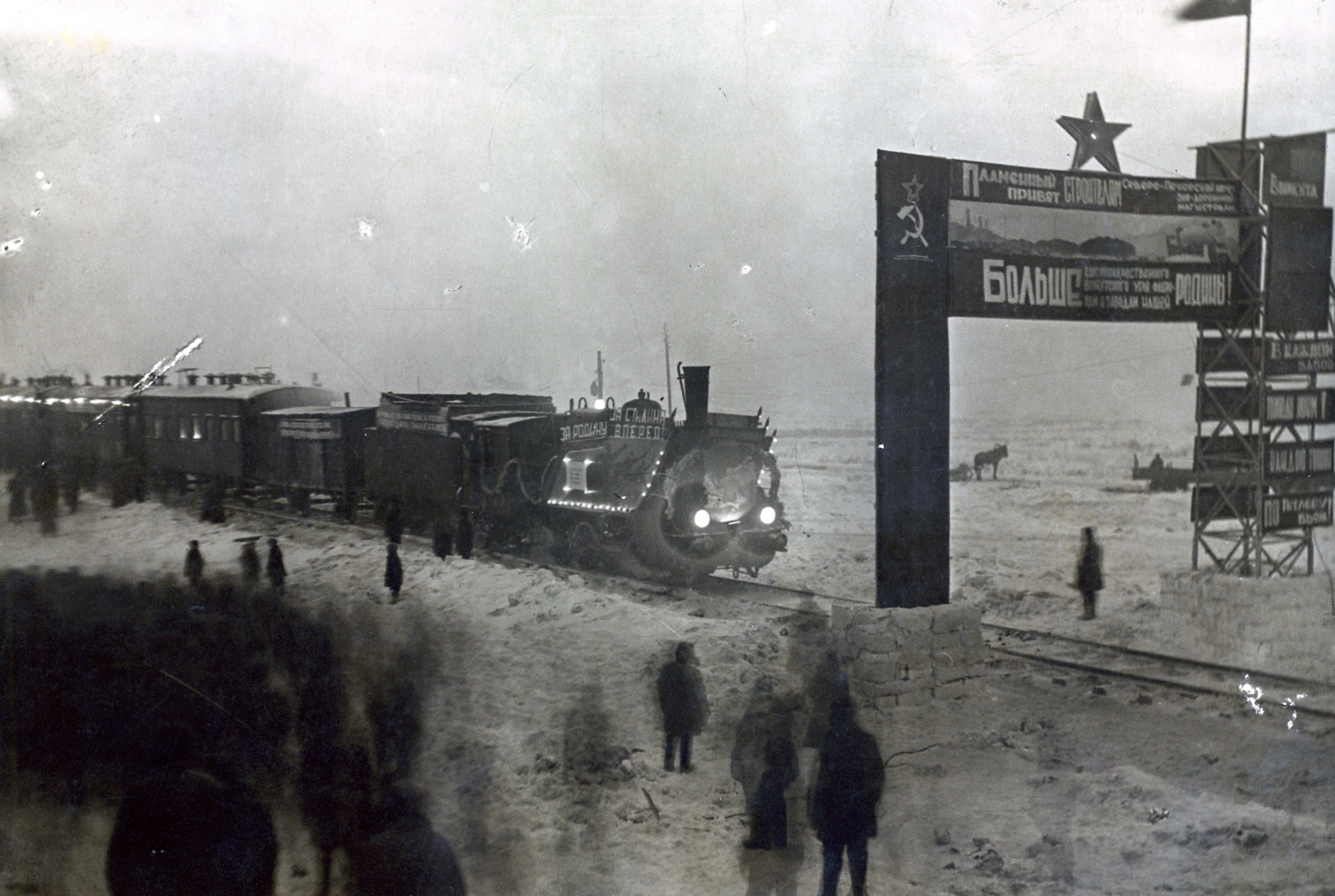
Встреча первого поезда в Воркуте. Фомин Яков Яковлевич лично фотографировал данное событие, будучи ответственным за строительство железной дороги.

Именно он добился присвоения 26 ноября 1943 года Воркуте статуса города.
Ему удалось наладить бесперебойное снабжение углём Ленинграда, тогда же повысились пайки заключённых шахтёров, в Воркуте был открыт музыкально-драматический театр…
Однако всё это было достигнуто беспощадной эксплуатацией десятков тысяч подневольных рабочих, жесточайшими условиями лагерной неволи.
9 марта 1944 года на промышленной базе Воркутинских ИТЛ образован комбинат «Воркутауголь» НКВД. Мальцев назначен его начальником. Эту должность совмещал с должностью начальника Воркутлага.

### Служба и работа в послевоенные годы (1945—1964 годы)
Окончание войны Мальцев встретил в Воркуте.
В 1946 году был избран депутатом Верховного Совета Коми АССР.
8 января 1947 года приказом МВД СССР № 19лс был переведён в Германию, в советскую оккупационную зону и назначен начальником Саксонского горного управления, в комплекс работ которого вменялась и плановая добыча урана в Рудных горах. По другим данным, прибыл туда из Воркуты в сентябре 1946 года.
10 мая 1947 года управление было преобразовано в акционерное общество «Висмут» главного управления советского имущества за границей (ГУСИМЗ) при Совете министров СССР. Мальцев назначен директором акционерного общества.
В 1948 году получил свой единственный выговор в личное дело за побег в американскую зону оккупации горного техника, 22-летнего Ивана Полякова вместе со своей немецкой возлюбленной.
29 августа 1949 года на полигоне № 2 в 170 км от Семипалатинска произведено успешное испытание первой советской атомной бомбы
29 октября 1949 года Указом Президиума Верховного Совета СССР «за исключительные заслуги перед государством при выполнении специального задания» (участие в атомном проекте) генерал-майору Мальцеву Михаилу Митрофановичу присвоено звание Героя Социалистического Труда с вручением ордена Ленина и золотой медали «Серп и Молот»
12 июня 1951 года Мальцев был перевёден начальником строительства № 565, занимавшуюся созданием системы противовоздушной обороны Москвы.
С 5 июля 1951 года по совместительству — заместитель начальника Главпромстроя МВД СССР.
С 9 июля 1953 года — начальник Главного управления спецстроительства и военно-строительных частей Министерства среднего машиностроения СССР.
С 21 мая 1954 года — начальник созданного на базе строительства № 565 Главспецстроя и военно-строительных частей МВД СССР.
В 1955 году был переведён на работу в Министерство обороны СССР: был заместителем начальника 9-го управления Министерства обороны СССР.
С декабря 1960 года возглавил Центральное управление материальных ресурсов и внешнеэкономических связей Министерства обороны (ЦУМР и ВЭС МО).

### Последние годы жизни (1964—1982 годы)
С апреля 1964 года находился на пенсии. Пенсионер союзного значения.
С мая 1964 года — начальник Инспекции при председателе Государственного комитета по энергетике и электрификации СССР
С октября 1965 года — после преобразования комитета в министерство энергетики СССР назначен начальником Инспекции при министре энергетики СССР.
С мая 1971 года — старший инженер-инспектор Инспекции при министре энергетики СССР.
С сентября 1971 года до конца жизни работал в институте «Гидропроект»: начальник секретариата, начальник отделения, заведующий группой научно-исследовательского сектора института.
Жил в городе Москве.
Часто ездил в Сталинград, Брянск, Ростов-на-Дону на встречи с однополчанами, пытался написать свои воспоминания.
Умер 25 апреля 1982 года. Похоронен на Востряковском кладбище.

## Семья
- жена — Ида Наумовна Мальцева
- старшая дочь — Майя Михайловна Мальцева доктор медицинских наук, профессор, ведущий научный сотрудник Государственного научного центра социальной и судебной психиатрии имени В. П. Сербского
- две младшие дочери-близняшки
- сын — Мальцев Владимир Михайлович

## Память
- После смерти Михаила Митрофановича, в 1982 году, дети передали все его награды в Музей Великой Отечественной войны в Волгограде, где ему посвящён отдельный стенд[1].
- 28 ноября 2008 года в воркутинской газете «Заполярье» опубликовано Решение Совета МО ГО «Воркута» № 271 «О присвоении звания „Почётный гражданин города Воркуты“»: «За выдающиеся заслуги в становлении города Воркуты, развитие экономики, производства и социальной инфраструктуры». Решение подписал Глава городского округа «Воркута» В. Л. Будовский.

## Спецзвания
- 15 октября 1941 года — майор государственной безопасности (первое воинское звание полученное Мальцевым в системе НКВД)
- 23 марта 1943 года — инженер-полковник (приказ НКВД СССР № 696)
- 14 апреля 1945 года — комиссар государственной безопасности
- 9 июля 1945 года — генерал-майор

## Награды
- Герой Социалистического Труда (29.10.1949)[2]
- Четыре ордена Ленина (21.02.1942[3], 16.05.1945, 29.10.1949, 4.01.1954)
- Орден Красного Знамени (30.01.1951)
- Орден Трудового Красного Знамени (14.07.1944, за строительство гидроузлов на р. Волге)
- Орден Красной Звезды (10.12.1945)
- Ряд медалей СССР, в том числе медали «За боевые заслуги», «За оборону Москвы», «За оборону Кавказа», «За оборону Сталинграда», «За оборону Ленинграда», «За победу над Германией»..
- Лауреат Сталинской премии
- Знак «Заслуженный работник МВД» (22.12.1947)
- Знак «50 лет пребывания в КПСС» (19.02.1982)

## Сочинения
- Мальцев М. М., Курчин Г. И. Первый советский, первый боевой. [Орден Красного Знамени]. — М.: Воениздат, 1965. — 199 с., ил.
- Мальцев М. М. Труженики войны // Битва за Сталинград. — 4-е издание. — Волгоград: Нижне-Волжское книжное издательство, 1973. — С. 118—123.

## Отзывы современников
Бывший заключённым Воркутпечлагеря во время руководства там Мальцева И. М. Гронский вспоминал, что тот понимал, что заключённые должны работать не за страх, а за совесть, и этого добивался: «Заботился о заключённых, делал всё, что от него зависело, чтобы улучшить их положение, — питание, жилище, одежду. Он и сам очень много работал. Каждый день приезжал в лагерь, переодевался, брал свет и шёл в шахту, без охраны. Демонстративно показывал доверие к нам, выдвигал заключённых на руководящие инженерно-технические и другие должности. Часто в общении с заключёнными, даже на собраниях, называл нас „товарищами“».
В анонимном письме[прояснить], написанном не позднее 25 января 1948 года, даётся такая оценка работе Мальцева на «Висмуте»:

Этот человек привык работать с заключенными и здесь применяет тот же метод.
— Тимофеева Т. Ю. Советский человек в Восточной Германии. Предприятие «Висмут» в 1945—1991 гг. // Вопросы истории. — 2012. — № 9. — С. 64

## Интересные факты
Мальцев упомянут в литературных произведениях:
- А. И. Солженицына «Архипелаг ГУЛАГ»
- М. Н. Авербаха «К вящей славе Господней (Ad majorem Dei gloriam)».